# Törley-kastély (Galvács)
A Törley-kastély Galvács község határán található, jelenlegi közkeletű neve Törley Tibor magyar pezsgőgyárosra utal.

## Története
A helyi birtokos, gróf Csáky János országbíró 1857-ben eladta birtokait a szendrői illetőségű Glatter Henriknek, aki magát a kastélyt az egykori majorság közepén kezdte építtetni 1865-ben. A kastély az idők folyamán többször is gazdát cserélt. Az 1870-es évek végétől már Haschek Károly bécsi származású mérnök birtokolta a környék földjeivel egyetemben, az 1920-as években pedig már a Kun család volt a tulajdonos. A névadó Törley Tibor 1936-ban vásárolta meg az épületet és a hozzá csatlakozó mintegy 1200 holdas területet. A Törley család maradt a tulajdonos egészen az 1949-es államosításig.
A kastély mai formáját az 1910-es felújítása során nyerte el. Az államosítást követően a helyi iskola kapott helyet az épületben, de az 1970-es körzetesítés óta a helyi iskolások másik településre járnak. Ezt követően az épület sokáig üresen és kihasználatlanul állt. 1995-től kezdve az évente megrendezésre kerülő országos íjászversenyeknek ad helyszínt.
A kastély a Tokaj Turizmus Zrt. magántulajdonában áll, elhanyagolt állapotban van, felújításra szorul. Jelenleg nem látogatható.